# شاخه پیاده‌نظام (ایالات متحده آمریکا)
شاخه پیاده‌نظام ایالات متحده آمریکا (انگلیسی: Infantry Branch) شاخه‌ای از نیروی زمینی ایالات متحده آمریکا است که برای اولین بار در سال ۱۷۷۵ توسط کنگره قاره‌ای تأسیس شد. قدیمی‌ترین یگان پیاده‌نظام در ارتش ایالات متحده هنگ ۳ پیاده است.
این شاخه، در کنار شاخه‌های توپخانه و سواره‌نظام، قبلاً به عنوان یکی از شاخه‌های «کلاسیک» تسلیحات رزمی (که به عنوان شاخه‌هایی از ارتش با مأموریت اصلی شرکت در نبرد مسلحانه با نیروی دشمن تعریف می‌شود) در نظر گرفته می‌شد، اما امروزه مطابق با دکترین سازمانی فعلی نیروی زمینی ایالات متحده، در طبقه‌بندی «مانور، آتش و عملیات» قرار دارد. نیروهای شاخه پیاده‌نظام در مدرسه پیاده‌نظام ارتش ایالات متحده آمریکا آموزش می‌بینند.